# Moeche
Moeche – gmina w Hiszpanii, w prowincji A Coruña, w Galicji, o powierzchni 48,5 km². W 2011 roku gmina liczyła 1358 mieszkańców.
W miejscowości znajduje się stacja kolejowa Moeche.